# Horky (Želetava)
Horky (německy Horka) jsou vesnice, místní část Želetavy v okrese Třebíč. Žije zde 162 obyvatel.

## Geografická charakteristika
Katastrální území Horek leží v kraji Vysočina v okrese Třebíč. Na severu a východě sousedí s Želetavou, na východě a na jihu s Martínkovem, jehož kilometr dlouhý a jen několik desítek metrů široký pruh údolí Žlabského potoka odděluje území Horek od území Lesonic, a na západě s Šašovicemi.
Horky se rozkládají ve střední části svého území. Nadmořská výška zastavěné části obce se pohybuje kolem 588 m, nejvýše dosahuje území obce na východě, asi 620 m n. m. Území Horek je takřka ze všech stran obklopeno lesy. Sever území obce odvodňuje Šašovický potok, přítok Želetavky, a jižní část Žlabský potok, přítok Jakubovky. Jak vesnici, tak její území protíná středem silnice č. I/38.

## Historie
První písemná zmínka o Horkách pochází z roku 1356.
Z hlediska územní správy byly Horky vedeny pod názvem Horká v letech 1869–1890 jako osada Martínkova v okrese Znojmo, v letech 1900–1910 jako osada Martínkova v okrese Moravské Budějovice, v letech 1921–1950 jako obec v tomtéž okrese a od roku 1961 jako část Želetavy v okrese Třebíč.
| Rok            | 1869 | 1880 | 1890 | 1900 | 1910 | 1921 | 1930 | 1950 | 1961 | 1970 | 1980 | 1991 | 2001 |
| -------------- | ---- | ---- | ---- | ---- | ---- | ---- | ---- | ---- | ---- | ---- | ---- | ---- | ---- |
| Počet obyvatel | 288  | 309  | 312  | 283  | 303  | 334  | 308  | 244  | 254  | 242  | 216  | 183  | 154  |

## Pamětihodnosti
- kaple svatého Antonína Paduánského, kaple byla v roce 2018 rekonstruována,[6] v roce 2024 byla opravena střecha kaple[7]

## Osobnosti
- Bohuslav Procházka (1888–1936), lesník a redaktor